# سینما گرند رکس
سینما گرند رکس (انگلیسی: Grand Rex) یک مجموعه سینمایی در شهر پاریس، فرانسه است.
این سینما که در ۸ دسامبر ۱۹۳۲ تأسیس شده هم‌اکنون سالن اصلی آن با ظرفیت ۲۷۰۲ نفر بزرگترین سینما در اروپا محسوب میشود و پرده‌ای به مساحت ۳۰۰ مترمربع (۲۴٫۹۰ متر عرض و ۱۱٫۳۵ متر ارتفاع) دارد.
در نوامبر ۱۹۷۴ سه سالن با ظرفیت‌های ۳۰۴، ۳۵۰ و ۸۵ نفر و در سال ۱۹۸۳ چهار سالن با ظرفیت‌های ۲۰۰، ۲۳۵، ۱۰۰ و ۱۵۰ نفر در زیرزمین به این مجموعه اضافه شد.

## نگارخانه

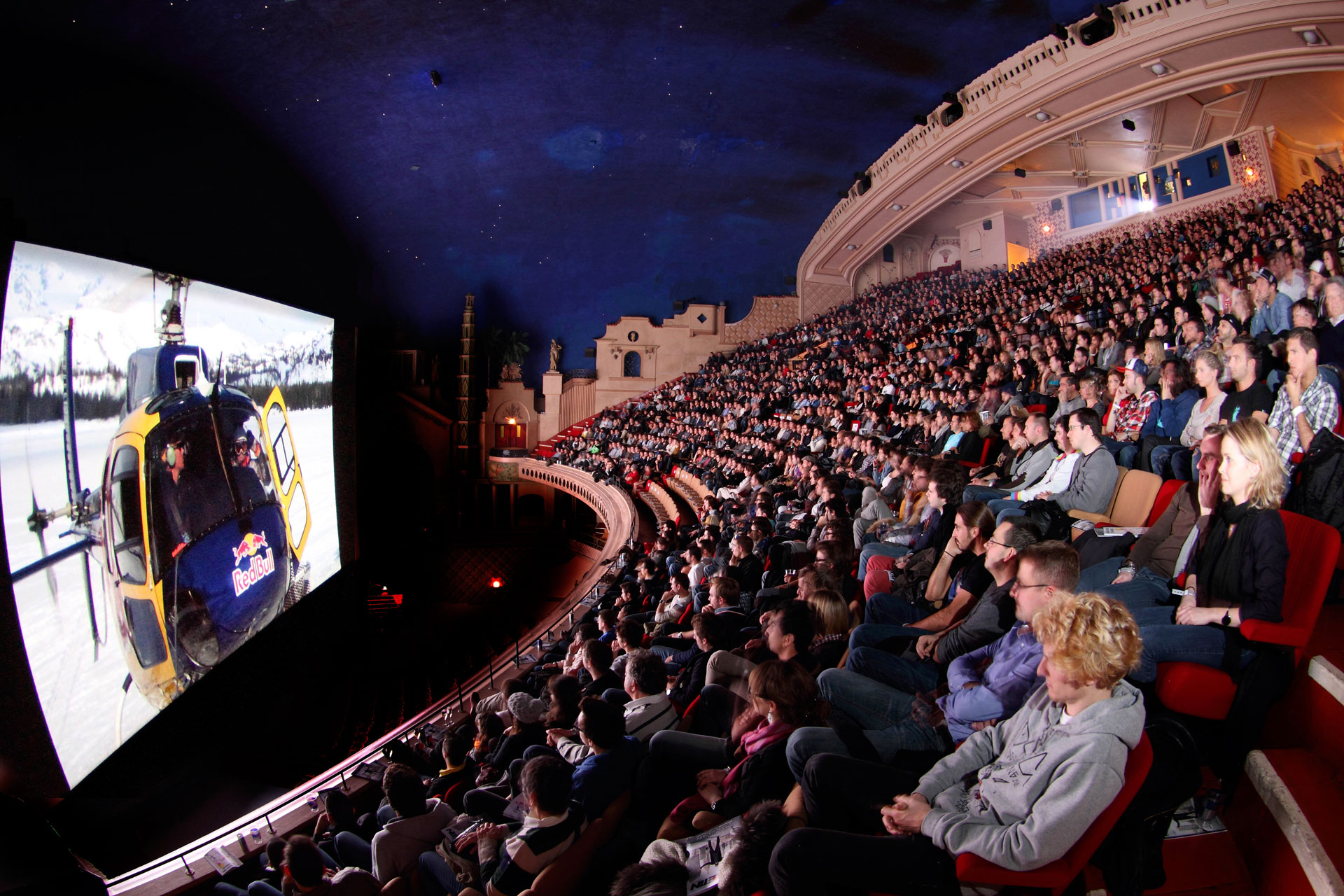